# Julianastraat (Emmen)
De Julianastraat in Emmen is in 1928 vernoemd naar Juliana der Nederlanden. In 1986 werd er door prinses Juliana de naar haar vernoemde Julianaflat, een serviceflat voor ouderen, geopend. In de straat staat ook de voormalige synagoge van Emmen, dit is een rijksmonument.

## Geschiedenis
Rond 1832 was er ten zuiden van de Nederlands Hervormde kerk te Emmen geen bebouwing. Na 1832 breidde Emmen uit naar het zuiden, langs wat later Wilhelminastraat en Julianastraat zou gaan heten.
Het onbebouwde terrein tussen de twee straten stond bekend als 'De Saalhof'. Dit was een archeologisch interessant gebied waar kort voor de Tweede Wereldoorlog door professor Albert van Giffen een opgravingsonderzoek werd ingesteld. Behalve een oude sleutel vond hij echter geen mogelijke resten van een hofstede. Als gevolg hiervan, en omdat in de Tweede Wereldoorlog het vernoemen van leden van het koninklijk huis niet meer toegestaan was, werd de Julianastaat door de Emmenaren vaak 'Sleutelstraat' genoemd.